# Lanová dráha Špindlerův Mlýn – Pláň
Lanová dráha Špindlerův Mlýn – Pláň je osobní sedačková visutá lanová dráha v Krkonoších značky Leitner se šestimístnými sedačkami. Je provozovaná Skiareálem Špindlerův Mlýn. Spojuje Svatý Petr ve Špindlerově Mlýně s horní stanicí Pláň poblíž vrcholu Přední Planiny. Za 5,4 minuty překonává převýšení 441 m a délku 1579 m. Funguje celosezónně, přičemž v létě jezdí jen určité časové úseky. Maximální dopravní rychlost je 4,89 m/s (17,6 km/h).

## Historie

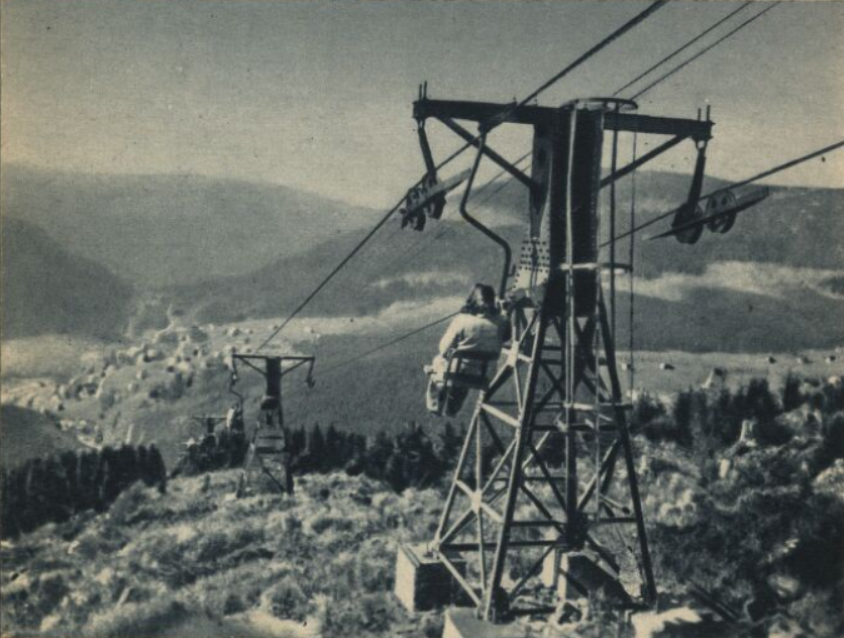
Lanovka v roce 1949

První lanovka zde vznikla v roce 1947, jednalo se o dráhu o délce 1055 m z Transporty Chrudim s pevným uchycením jednomístných sedaček, jednu z prvních sedačkových lanovek v Československu. Až do roku 1958 ji provozovaly Československé státní dráhy. V letech 1963 až 1964 pak byla modernizována a prodloužena na celkovou délku 1391 m. V roce 1987 byla nahrazena dvousedačkovou lanovkou od podniku Tatrapoma, délka dosáhla 1612 m. Již v roce 1992 zde byla vybudována nová, výkonná čtyřsedačková lanovka systému Doppelmayr, první toho druhu v zemi. Současná dráha byla postavena v roce 2015, šestimístné vyhřívané sedačky kryje modrá „bublina".